# Интерспутник
Международная организация космической связи Интерспутник (МОКС «Интерспутник»)  — международная организация, образованная в 1971 году в соответствии с межправительственным Соглашением о создании международной системы и организации космической связи «Интерспутник». Первоначально в состав организации входило девять государств. По состоянию на 2024 год в организацию входят 25 стран (членов организации «Интерспутник»), которые представлены правительственными органами, а также 25 национальных организаций связи (участников организации «Интерспутник»).
Целью организации является содействие укреплению и развитию всесторонних экономических, научно-технических, культурных и других отношений посредством осуществления связи, радио- и телевизионного вещания через искусственные спутники Земли (ИСЗ), а также обеспечение сотрудничества и координации усилий между членами организации по проектированию, созданию, эксплуатации и развитию международной системы спутниковой связи. Членом «Интерспутника» может стать Правительство любого государства, разделяющее цели и принципы деятельности организации.
Основная деятельность «Интерспутника» заключается в предоставлении заинтересованным пользователям по всему миру емкости геостационарных и негеостационарных космических аппаратов для организации всего спектра услуг спутниковой связи. «Интерспутник» обеспечивает доступ к спутниковому ресурсу ведущих систем спутниковой связи, включая ABS, Azerspace, Belintersat, Eutelsat, Intelsat, SES, Turkmen Hemrasy, «Экспресс», «Ямал» и др..
Благодаря статусу межправительственной организации спутниковой связи и в соответствии с технической политикой, «Интерспутник» заявляет в Международном союзе электросвязи спутниковые сети на различных орбитах для их дальнейшего использования, которое может осуществляться в сотрудничестве со странами-членами организации и другими партнёрами для реализации проектов по созданию национальных систем спутниковой связи.
Для оказания комплексных услуг в области создания и эксплуатации сетей спутниковой связи, включая наземную инфраструктуру, «Интерспутник» привлекает свою дочернюю компанию — ООО «Исател».
Ключевым направлением деятельности МОКС «Интерспутник» является работа в системе международных отношений в интересах всех ее членов и участников: сотрудничество с ООН и ее специализированными учреждениями, межправительственными организациями спутниковой связи, другими организациями в области телекоммуникаций и мирного космоса, включая Комитет ООН по использованию космического пространства в мирных целях (КОПУОС) Международный союз электросвязи (МСЭ), Международную организацию спутниковой связи (ИТСО), Международную организацию подвижной спутниковой связи (ИМСО), Европейскую организацию спутниковой связи (ЕВТЕЛСАТ),Международную астронавтическую федерацию (МАФ) области связи (РСС) и другие. МОКС «Интерспутник» участвует в четырех из пяти договорах ООН, регулирующих космическую деятельность, и стала первой межправительственной организацией, принявшей ответственность за соблюдение положений Договора по космосу 1967 г.

## История создания

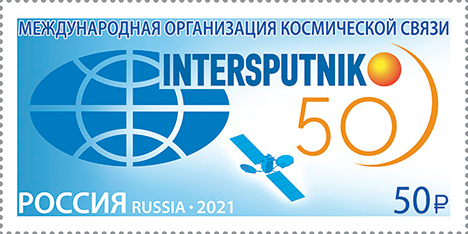
Почтовая марка. 50 лет Международной организации космической связи «Интерспутник»

Международная организация космической связи «Интерспутник» основана 15 ноября 1971 год в Москве, в организацию вошли Советский Союз и восемь социалистических государств: Польша, Чехословакия, ГДР, Венгрия, Румыния, Болгария, Монголия и Куба. «Интерспутник» был создан как ответ стран Варшавского договора на основание западной организации Intelsat. Даже такое серьезное политическое потрясение как прекращение существования СССР не отвернуло страны-члены от «Интерспутника»: Чешская Республика продолжила членство за Чехословакией, ФРГ — за ГДР, а Россия в «Интерспутнике» стала правопреемницей СССР. Со временем стран-членов «Интерспутника» стало только больше, в 2021 году их число составляет 26.
Изначально система «Интерспутник» создавалась на основе советской сети спутникового вещания «Орбита-2» и была рассчитана на обслуживание стран — участниц Совета экономической взаимопомощи. Основные системно-технические разработки осуществлялись НИИР, радиоприёмное оборудование производилось на Московском радиотехническом заводе, антенно-фидерные устройства — на Подольском электромеханическом заводе, радиопередающее и каналообразующее оборудование изготавливал Красноярский завод телевизоров.
В начальном варианте «Интерспутник» использовал высокоэллиптические ИСЗ типа «Молния-3», а с 1978 года начал использовать геостационарные спутники типа «Горизонт». На земных станциях работали приёмные комплексы «Орбита-2» с передатчиками «Градиент-К» и каналообразующей аппаратурой РС-1, РС-2. В процессе модернизации передатчики были заменены на более современные типа «Геликон» с мощностью 3 кВт и стала применяться новая каналообразующая аппаратура «Градиент-Н». Впоследствии в разработке аппаратуры для «Интерспутника» принимал участие будапештский Институт дальней связи (Távközlési Kutató Intézet (TKI), а к производству были подключены заводы Венгрии и Чехословакии. В июне 1997 года было создано совместное предприятие «Локхид Мартин Интерспутник», в которое в качестве партнеров вошли «Интерспутник» и корпорация «Lockheed Martin», оператор одноимённых спутников..

## Государства, входящие в организацию
- Азербайджан
- Афганистан
- Беларусь
- Болгария
- Венгрия
- Вьетнам
- Грузия
- Индия
- Йемен
- Казахстан
- Кыргызстан
- КНДР
- Куба
- Лаос
- Монголия
- Никарагуа
- Польша
- Россия
- Румыния
- Сирия
- Сомали
- Таджикистан
- Туркменистан
- Украина
- Чехия